# Robert Reed (pisarz)
Robert David Reed (ur. 9 października 1956 w Omaha, Nebraska) – amerykański pisarz science fiction, z wykształcenia biolog. Tworzy przede wszystkim krótkie formy literackie.

## Wybrana bibliografia
- Eight Episodes (Osiem odcinków), "Nowa Fantastyka" 7/2008
- A Billion Eves (Hugo 2007)